# Миртонско море
Миртонско море (на гръцки: Mυρτώο Πέλαγος или Μυρτῷον πέλαγος; на английски: Myrtoum mare) е античното название на югозападната част на Бяло море, обкръжаваща остров Мирт (Μύρτος), разположена край южното крайбрежие на Евбея. Простира се от Евбея и Цикладите до Лакония, от Атика до Крит.
Обикновено се счита, че морето е наречено на митичния герой Миртил, но според друга версия морето е наречено на жена на име Мирта (Μυρτώ). Миртонско море не съществува в съвременната география, но наименованието му се използва в исторически контекст, когато става дума за Античната епоха.